# Orizzonte perduto (film 1937)
Orizzonte perduto (Lost Horizon) è un film del 1937 diretto da Frank Capra, tratto dall'omonimo romanzo di James Hilton.
È stato premiato con due Premi Oscar (miglior scenografia e miglior montaggio) ed ha ottenuto cinque candidature: miglior film, aiuto regia (Charles C. Coleman), attore non protagonista (H.B. Warner), musica, sonoro.
Nel 2016 venne scelto per la conservazione nel National Film Registry della Biblioteca del Congresso negli Stati Uniti.

## Trama

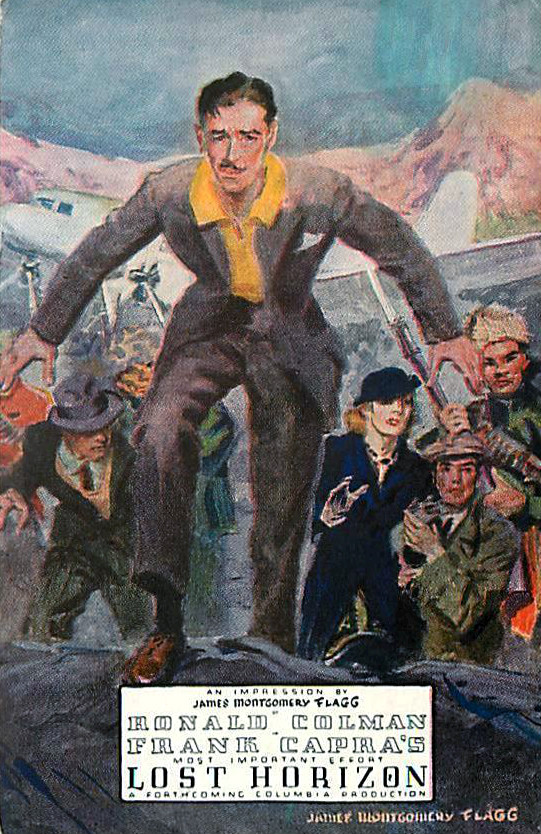
Cartolina promozionale del film

Cina, metà anni trenta. A causa dei crescenti disordini, i cittadini occidentali vengono rimpatriati. Sull'ultimo aereo salgono l'uomo che ha organizzato l'evacuazione, il diplomatico, militare e letterato britannico Robert Conway, con il fratello George, lo studioso di paleontologia Alexander Lovett, l'affarista in bancarotta Henry Barnard e una donna gravemente malata, Gloria Stone. Il loro aereo viene inspiegabilmente dirottato da un pilota orientale e finisce per schiantarsi in una zona sperduta delle montagne dell'Himalaya.
I passeggeri vengono soccorsi dal misterioso Chang e portati in un'isolata vallata nella quale sorge l'idillica comunità chiamata Shangri-La, un'oasi di pace fondata oltre due secoli prima da un missionario belga per preservare i migliori risultati dell'umanità dai continui conflitti del mondo esterno. Dopo l'iniziale, comprensibile desiderio di ritornare al più presto alla civiltà, i nuovi arrivati cominciano ad apprezzare quel luogo, che offre loro un ambiente di grande bellezza, uno stile di vita di incomparabile tranquillità e promesse di incredibile longevità. In particolare, Robert scopre di essere stato deliberatamente portato a Shangri-La dal capo della comunità, il Grande Saggio (High Lama in originale), che si rivela essere il fondatore stesso, vissuto fino a duecento anni ma ormai prossimo alla morte ed in cerca di qualcuno in grado di portare avanti la sua Utopia realizzata, e che ha scelto proprio Robert come suo successore, perché la sua vita e i suoi scritti sembrano rispecchiare i valori custoditi a Shangri-La.
L'unico a non accettare la situazione e ad essere convinto che Shangri-La sia solo una pericolosa illusione è George, influenzato in questo senso da Maria, una giovane e splendida donna che non desidera altro che fuggire da quella che considera una prigione. I due decidono di lasciare Shangri-La e Robert, pur conquistato dagli ideali del Grande Saggio e trovato anche l'amore con Sondra, una giovane donna cresciuta lì e che non sa immaginare una vita diversa da quella, per senso di responsabilità verso il fratello decide di andare con loro.
Dopo giorni di viaggio in condizioni proibitive, la lontananza da Shangri-La rivela tragicamente l'età avanzata di Maria, che muore per la fatica. George, sconvolto dalla vista del volto decrepito dell'amata, si getta nel vuoto. Robert riesce a sopravvivere e a tornare alla civiltà, dopo un intero anno dalla sua scomparsa agli occhi del resto del mondo. La terribile esperienza gli ha fatto perdere ogni ricordo dei giorni trascorsi a Shangri-La ma, durante il viaggio di ritorno in patria, ritrova improvvisamente la memoria e non può far altro che tornare in Himalaya.
Sfidando ogni avversità e utilizzando ogni mezzo possibile, esplora per mesi i luoghi più impervi, finché non riesce a ritrovare la via per Shangri-La, dove Sondra attende il suo ritorno.

## Ispirazioni
Il film si ispirò all'omonimo romanzo di James Hilton, discostandosi dalla trama. Il romanzo si rifaceva ad un antico mito himalayano. Nei racconti locali si favoleggiava di una meravigliosa città il cui nome era Shamballa, in cui governavano con equità e saggezza numerosi anziani che erano depositari di un modo di vivere sano ed impostato sulla fratellanza tra gli uomini ed il creato, con una notevole somiglianza con lo stile di vita buddhista. Quando l'umanità, dopo innumerevoli disastri causati dalla sua cecità egoista si fosse interrogata sulla propria stupidità allora e solo allora i saggi di Shamballa avrebbero fatto in modo di divulgare quale fosse il modo giusto di vivere.

## Produzione
Per quanto riguarda la realizzazione, Frank Capra aveva le idee molto chiare: voleva realizzare un film importante che sarebbe risultato sicuramente molto costoso. La Columbia, che puntava moltissimo sul regista che era il fiore all'occhiello della casa cinematografica, acconsentì cercando comunque di tenere sotto controllo la situazione.
La parte più drammatica del film si svolgeva sia all'inizio che alla fine tra le nevi perenni dell'Himalaya e Capra compì un'operazione rivoluzionaria: invece di usare i soliti set irrorati di bicarbonato o gesso in polvere completati da piume che simulavano i fiocchi di neve, volle girare con neve vera sia sul terreno che nei fiocchi che cadevano. All'aperto la grande macchina produttiva sarebbe stata alla mercé dei cambiamenti atmosferici oltre che ad un'inclemenza della temperatura costantemente sotto lo zero, pensò quindi di ricreare in studio una situazione reale. Affittò un enorme magazzino per la conservazione delle derrate alimentari lasciando senza parole i produttori che comunque ammirarono l'intraprendenza del regista dando la loro approvazione. Per le tormente di neve, copiose nel film, si affittò un altro macchinario capace di sparare in aria ghiaccio finissimo, molto simile alla neve vera. Le riprese furono estenuanti e lunghissime, tutte molto complesse e difficili da filmare. Le valanghe erano di neve vera prodotta come già detto dal macchinario affittato con cui venivano caricati enormi cassoni al di sopra degli attori e fuori dall'inquadratura delle cineprese; ogni cassone aveva una botola nella parte inferiore che veniva aperta al momento opportuno lasciando cadere letteralmente una valanga di neve.
La piccola valle di Shangri-La venne ricostruita, così come il monastero. Inoltre vennero realizzati numerosi modelli in dimensioni diverse in cui era rappresentata l'entrata della vallata ed il monastero. Capra non volle costruire un monastero buddista tradizionale e fece progettare una costruzione affascinante e per quanto possibile atemporale. L'operazione non riuscì appieno ed all'uscita del film vennero mosse parecchie critiche allo stile architettonico del monastero, ritenuto troppo simile a costruzioni esistenti e molto in voga in quegli anni.
Capra decise che l'aeroplano su cui i protagonisti sarebbero stati imbarcati dovesse essere quanto di più moderno l'aviazione civile americana potesse offrire; venne scelto quindi l'allora modernissimo bimotore completamente metallico della Douglas. La modernità del velivolo doveva infatti servire sia da contrasto con il mondo apparentemente arcaico con cui i protagonisti si trovarono loro malgrado a convivere e per mettere in evidenza che anche la tecnologia è subordinata all'intervento umano, quando è necessaria la solidarietà; come dimostrato dagli abitanti soccorritori della misteriosa vallata. Da un punto di vista realizzativo l'aereo vero venne usato solo per un numero limitato di scene, infatti tutto il materiale girato all'interno del velivolo venne realizzato in studio. I carpentieri riprodussero la fusoliera completa di arredamento e due semifusoliere, la destra e la sinistra, per agevolare le luci e le riprese da una parte e dall'altra. La fusoliera completa, già esistente, l'ala sinistra e parte della destra costruite entrambe ad hoc vennero infine impiegate sul set per le riprese dell'atterraggio di fortuna. Per le riprese in volo notturno, fu giocoforza usare un grande modello, dato che all'epoca sarebbe stato troppo rischioso far volare un aereo bimotore di notte vista la mancanza di radar a bordo. La Columbia, che all'epoca era una casa di dimensioni medie, aspirava con questo film a divenire una casa di produzione primaria ed esagerò nelle spese, correndo il serio rischio di finire in bancarotta.

## Distribuzione
La versione originale, proiettata nel marzo 1937, era lunga 132 minuti, ma in seguito il film fu riedito in varie versioni più brevi, con tagli per oltre venti minuti. Negli anni sessanta la pellicola originale era irreparabilmente deteriorata ed ormai non esisteva più alcuna copia della versione integrale. Il film, nelle sale, ebbe un buon successo e la Columbia si salvò, ma il rientro dei capitali spesi avvenne in tempi molto lunghi.
L'opera di restauro ebbe inizio nel 1973 per iniziativa dell'American Film Institute che, grazie ad approfondite ricerche negli archivi, riuscì a recuperare la colonna sonora integrale del film, mentre non fu possibile recuperare interamente la pellicola, di cui rimangono mancanti sette minuti. Nel 1998 la Columbia Pictures e l'UCLA Film and Television Archive distribuirono una versione restaurata con le migliori tecniche digitali disponibili, nella quale le scene perdute sono sostituite da immagini fisse.

### Data di uscita
- Stati Uniti: 2 marzo 1937
- Francia: Horizons perdus, 9 aprile 1937
- Paesi Bassi: 24 settembre 1937
- Norvegia: 4 ottobre 1937
- Danimarca: Tabte horisonter, 18 ottobre 1937
- Finlandia: Sininen kuu, 17 dicembre 1937
- Italia: Orizzonte perduto, 1938
- Spagna: Horitzons perduts (catalano), 25 marzo 1940

### Edizione italiana

#### Doppiaggio
Il doppiaggio originale del film, risalente al 1938, venne eseguito a Roma dalla International Acoustic negli stabilimenti di Cinecittà e approntato per la sua distribuzione nelle sale cinematografiche italiane. Nel 2001, in occasione dell'uscita in Italia dell'edizione VHS e DVD, è stato effettuato un ridoppiaggio dalla SEFIT-CDC sotto la direzione di Roberto Chevalier su dialoghi di Marco Mete; e usato per le repliche successive.

## Riconoscimenti
- 1938 - Premio Oscar
  - Migliore scenografia a Stephen Goosson
  - Miglior montaggio a Gene Havlick e Gene Milford
  - Candidatura Miglior film alla Columbia
  - Candidatura Miglior aiuto regia a Charles C. Coleman
  - Candidatura Miglior attore non protagonista a H.B. Warner
  - Candidatura Miglior sonoro a John P. Livadary
  - Candidatura Miglior colonna sonora a Morris Stoloff